# Николаевское сельское поселение (Александрово-Заводский район)
Се́льское поселе́ние «Николаевское» — муниципальное образование в Александрово-Заводском районе Забайкальского края Российской Федерации.
Административный центр — село Николаевка.

## История
Статус и границы сельского поселения установлены Законом Читинской области от 19 мая 2004 года «Об установлении границ, наименований вновь образованных муниципальных образований и наделении их статусом сельского, городского поселения в Читинской области».

## Население
| 2010 | 2011 | 2012 | 2013 | 2014 | 2015 | 2016 |
| ---- | ---- | ---- | ---- | ---- | ---- | ---- |
| 141  | ↘140 | →140 | ↗142 | ↘138 | ↗140 | ↘136 |
| 2017 | 2018 | 2019 | 2020 | 2021 |      |      |
| ↘131 | ↘130 | ↘123 | ↘117 | ↘92  |      |      |

## Состав сельского поселения
| № | Населённый пункт | Тип населённого пункта       | Население |
| - | ---------------- | ---------------------------- | --------- |
| 1 | Николаевка       | село, административный центр | ↘92       |